# 姜夔
姜 夔（きょう き）は、南宋の詩人・作曲家・書家。字は堯章（ぎょうしょう）、号は白石道人（はくせきどうじん）で、姜白石と呼ばれることも多い。饒州鄱陽県の出身。南宋を代表する詞人であり、その詞は「野雲の孤り飛ぶがごとく去留迹なし」と評される。
また、姜夔の残した多数の楽譜は、詞が本来歌われるものであったことを認識させてくれるだけでなく、宋代の音楽を今に伝える貴重な資料になっている。

## 略歴
生没年ははっきりしないが、陳思『白石道人年譜』では「探春慢」の序の記述などから紹興28年（1158年）生・紹定4年（1231年）没と推測している。楊蔭瀏によるとは約紹興25年（1155年）生・嘉定14年（1221年）没とする。
湖州烏程県の弁山白石洞のそばに住んだために白石道人と号した。
官途につかなかったが、范成大・楊万里らと親交を結んだ。

## 白石道人歌曲
『白石道人歌曲』は姜夔の詞84首を収録する。
詞のうち17首に楽譜（工尺譜）がついており、ほかに古琴曲「古怨」（減字譜）を載せる。宋代の楽譜はきわめて珍しく、音楽資料として貴重である。自作の曲と伝統的な曲の両方を含む。「古怨」は早い時代の減字譜の実例として貴重である。また工尺譜もきわめて貴重なものであるが、音の高さのみで長さが記されていない。
嘉泰2年（1202年）の刊本（6巻、別集1巻）の陶宗儀による写本を清の乾隆年間に陸鍾輝が入手して出版した。

## 他の著作
- 『白石道人詩集』2巻は詩集。上巻に古体詩、下巻に近体詩を収める。
- 『詩説』は詩論書。
- 『続書譜』は書論。
- 『絳帖平』は北宋の潘師旦による『絳帖』の著録。6巻が残る。